# Estevam Galvão
Estevam Galvão de Oliveira (Garça, 15 de agosto de 1942 — São Paulo, 29 de junho de 2024) foi um político brasileiro, filiado ao Partido Social Democrático (PSD).

## Carreira
Era bacharel em Direito pela Faculdade de Direito da Universidade Braz Cubas de Mogi das Cruzes.
No município paulista de Suzano foi vereador (1973-1977) pela Arena, prefeito por quatro vezes (1977-1982) pela Arena e pelo PDS, (1988-1992), (1996-2000) e (2001-2004) pelo PFL.
Foi eleito deputado federal pelo estado de São Paulo e exerceu o mandato entre 1983 e 1987. No meio do mandato, rompeu com o PDS e fundou o PFL. No estado de São Paulo, foi deputado estadual (1994-1996) eleito pelo PL, tendo renunciado para assumir o cargo de prefeito de Suzano pela terceira vez. Em 1995, voltou para o PFL.
Nas eleições de 2006 foi eleito, mais uma vez, deputado estadual pelo PFL, assumiu mandato na Assembleia Legislativa do estado de São Paulo em março de 2007. É líder do Democratas na Assembleia Legislativa. Fundou o DEM em 2007. Em 2008, foi derrotado na eleição para prefeito por Marcelo Cândido, do PT.
Em 2010, se candidatou à Deputado Estadual em São Paulo e obteve êxito, com mais de 100 mil votos e na última eleição, um pouco mais de 79 mil.
Enquanto deputado federal, esteve ausente na votação da Emenda Constitucional Dante de Oliveira em 1984.

### Morte
Estevam faleceu aos 81 anos em decorrência de complicações de um câncer de pâncreas segundo sua assessoria.